# Дух-обогатитель у славян
Дух-обогати́тель у славя́н (словац. škriatok «шкря́ток», чеш. skřítek «скрши́тек», во множественном числе skřítci — «скршитцы», чеш. kristek «кристек» у моравов) — дух-обогатитель в славянской мифологии, который обитает в доме, находится в услужении у одного из членов семьи и приносит своему хозяину богатство, отобранное у других людей. Дух-обогатитель служит только тем людям, которые занимаются колдовством. Общение с таким духом считается нечистым делом.

## Описание
В словацкой и чешской мифологии шкряток или скршитек — дух, подобный русскому домовому, который живёт в доме. Если хозяин ладит со шкрятком, шкряток помогает ему в домашних делах. Днём шкряток выглядит как чёрная курица, ночью летает в виде огненного змея и спускается в дом вниз по трубе. Иногда слово «шкряток» имеет и более широкое значение. К ним относятся различные духи, являющиеся в виде небольших человечков — лесовик (разновидность лешего), полевик, различные «пядимужики» (от слов «пядь» и «мужик»). Этимологически чешское skřítek родственно русскому слову скрытность.
У моравов известен демон-обогатитель кристек, скритек, или рарасек (чеш. kristek, skrítek, sotek, rarásek). Рарасек выглядит как дракон, длиной около двух сажень, с чёрной плоской головой и округлым огненным телом. Считалось, что его можно было вывести из яйца чёрной курицы, если носить его под мышкой 7 или 9 недель, не умываясь, не переодеваясь, не молясь. Кормить его надо было только молоком от абсолютно чёрной коровы. За это демон приносит хозяину богатство, открывает клады, помогает лечить людей.
В польской и западноукраинской (Закарпатье) мифологии аналогом является хованец, или годованец (пол. chowaniec; укр. хованец, годованец) — дух, обогащающий хозяина. Хованца можно было вывести из яйца, снесённого петухом или чёрной курицей. Это яйцо нужно было носить под левой подмышкой 9 дней, в течение которых нельзя умываться, стричь ногти, молиться, креститься. Слово «хованец» образовано от укр. ховати «прятать», а укр. годованец переводится как «воспитанник, выкормыш».
Лужицкий клобук (в.-луж. и н.-луж. klobuk) сам хитростью навязывается человеку в услужение, попадаясь на глаза человеку в виде красивой бабочки или какой-либо занятной вещицы. Принеся эту бабочку в дом, человек, сам того не желая, получает духа-обогатителя.
Два синих шкрятка с 2013 года являются талисманами соревнований по биатлону, проходящих в чешском городе Нове-Место-на-Мораве.
Именно шкряток фигурирует в чехословацком кукольном мультфильме 1980 года, в советском прокате ошибочно названном «Король и гном» (в оригинале — «Král a skřítek»).